# Gymnocheta vivida
Gymnocheta vivida är en tvåvingeart som först beskrevs av Samuel Wendell Williston  1886.  Gymnocheta vivida ingår i släktet Gymnocheta och familjen parasitflugor. Inga underarter finns listade i Catalogue of Life.